# Amphiacusta haitiana
Amphiacusta haitiana är en insektsart som beskrevs av Desutter-grandcolas 1997. Amphiacusta haitiana ingår i släktet Amphiacusta och familjen syrsor. Inga underarter finns listade i Catalogue of Life.